# 29 км (зупинний пункт, Південна залізниця)
29 кіломе́тр — пасажирський залізничний зупинний пункт Сумської дирекції Південної залізниці на лінії Боромля — Лебединська.
Розташований біля молочно-товарної ферми в Лебединській міській раді Сумської області між станціями Рябушки (10 км) та Лебединська (6 км).
На платформі зупиняються приміські поїзди.